# Opsidia metopioides
Opsidia metopioides är en tvåvingeart som beskrevs av Allen 1926. Opsidia metopioides ingår i släktet Opsidia och familjen köttflugor. Inga underarter finns listade i Catalogue of Life.